# Winterberg, Zürich
Winterberg är en ort i kommunen Lindau i kantonen Zürich i Schweiz. Den ligger cirka 14,5 kilometer nordost om centrala Zürich och cirka 5,5 kilometer sydväst om Winterthur. Orten har 957 invånare (2021).